# Chrysotachina ruficornis
Chrysotachina ruficornis är en tvåvingeart som först beskrevs av Walker 1853.  Chrysotachina ruficornis ingår i släktet Chrysotachina och familjen parasitflugor. Inga underarter finns listade i Catalogue of Life.